# Teresa Arróniz y Bosch
Teresa Arróniz y Bosch (Cartagena, 15 de octubre de 1827-Madrid, abril de 1890) fue una escritora española, que se destacó como autora de novelas históricas, costumbristas y posrománticas. Su novela Mari Pérez fue premiada por la Real Academia Española en 1876. Colaboró en publicaciones periódicas como La Correspondencia de España, El Diario Español, La España, La Ilustración Católica, Revista de España, El Campo o El Grano de Arena de Sevilla, entre otras. Teresa Arróniz tuvo que ocultar su identidad bajo un seudónimo masculino «Gabriel de los Arcos». En 1862 escribió una crónica oficial de los festejos celebrados en Murcia al visitar la ciudad la reina Isabel II. Autora de obras como las novelas El testamento de D. Juan I (1855), La condesa de Alba-Rosa (1873), Julieta (1874), Mari-Pérez (1876) o Inés de Villamor (1879), falleció en Madrid en abril de 1890.

## Biografía
Nacida en la ciudad de Cartagena el 15 de octubre de 1827. Su padre se llamaban Francisco y su madre Mariana, su tío Valentín Arróniz fue alcalde cartagenero y capitán general del Departamento marítimo, sus sobrinos Valentín y Francisco Arróniz Thomas fueron figuras literarias honoríficas de la Real Sociedad Económica de Amigos del País, del Teatro Principal y del Ateneo. Sus apellidos de Arróniz y Bosch son representativos de la historia de Cartagena. El apellido Arróniz forma parte de un linaje militar relacionado con la Armada, siendo parte inseparable de la vida literaria de Cartagena durante el último tercio del siglo XIX y comienzos del XX. Por otra parte, el apellido Bosch, representa el triunfo de la burguesía comercial marítima de gran variedad de artículos muy especializados. Se añaden a estas actividades las financieras y políticas, estas últimas de la mano de Jaimen Bosch que fue alcalde. No existen suficientes datos personales en cuanto a su educación, familia y otros datos biográficos, en cambia existe información relevante sobre su obra literaria. Teresa Arróniz debió tener acceso a fuentes de conocimientos por su posición social, en aquella época vetadas para la mayoría de mujeres; supo aprovechar esos atributos y poder utilizar su privilegio para escribir.

## Narrativa
La obra literaria de esta escritora es muy extensa. Encontró en los folletines de los periódicos un cauce para publicar sus novelas, como La ley del hierro que edita para el periódico El Eco de Cartagena. Su obra Mari-Pérez fue premiada por la Real Academia Española, el 23 de junio de 1876, recibiendo un premio económico de mil quinientas pesetas.  Otra de sus novelas destacables es La Condesa de Alba Rosa que fue publicada en La Correspondencia de España, entre el 2 de septiembre y el 16 de noviembre de 1873, de tema costumbrista. 
La obra que consagró a Teresa Arróniz como escritora y novelista fue El testamento de D. Juan I, en ella relata una historia en la que la autora entrecruza intereses políticos y amores desdichados. El hito de esta novela está en como utiliza los hechos históricos como parte sustancial de la novela y que se explican como información documental, por las motivaciones internas de los personajes que aparecen en ella. Esta novela histórica original, tuvo dos ediciones una firmada con su propio nombre y una segunda, bajo el seudónimo de Gabriel de los Arcos, en Barcelona 1864.
En 1882 aparece su obra Recuerdos en la Revista Hispano-Americana.
Participó en diferentes revistas madrileñas, como La España, donde apareció Vidrio y perlas en 1865 y la Revista de España, medio en el que publicó varias novelas entre 1879 y 1883, El abanico de oro, Mari-Pérez, Inés de Villa-mar, La bola negra, El crisol roto y La corona de ilusiones.

## Reconocimientos
En 1876 recibió el Premio Real Academia Española por Mari-Pérez, recibiendo una dotación de 1.500 pesetas.
En 2017, el Ayuntamiento de Cartagena nombró calle de Teresa Arróniz y Bosch, a una que carecía de nombre y conecta la rotonda de la plaza de Severo Ochoa con la de Antonio Lauret Navarro.
En el 2020, Mari-Pérez fue publicada como novela por la Biblioteca Regional de Murcia, con motivo del Día de las Escritoras. Se puede acceder al recurso a través de e-biblio, en la web de la institución.

## Poesía
La obra poética de Teresa Arróniz se encuentra dispersa en decenas de revistas y periódicos. 